# Mota massyla
Mota massyla är en fjärilsart som beskrevs av William Chapman Hewitson 1869. Mota massyla ingår i släktet Mota och familjen juvelvingar. Inga underarter finns listade i Catalogue of Life.

## Bildgalleri

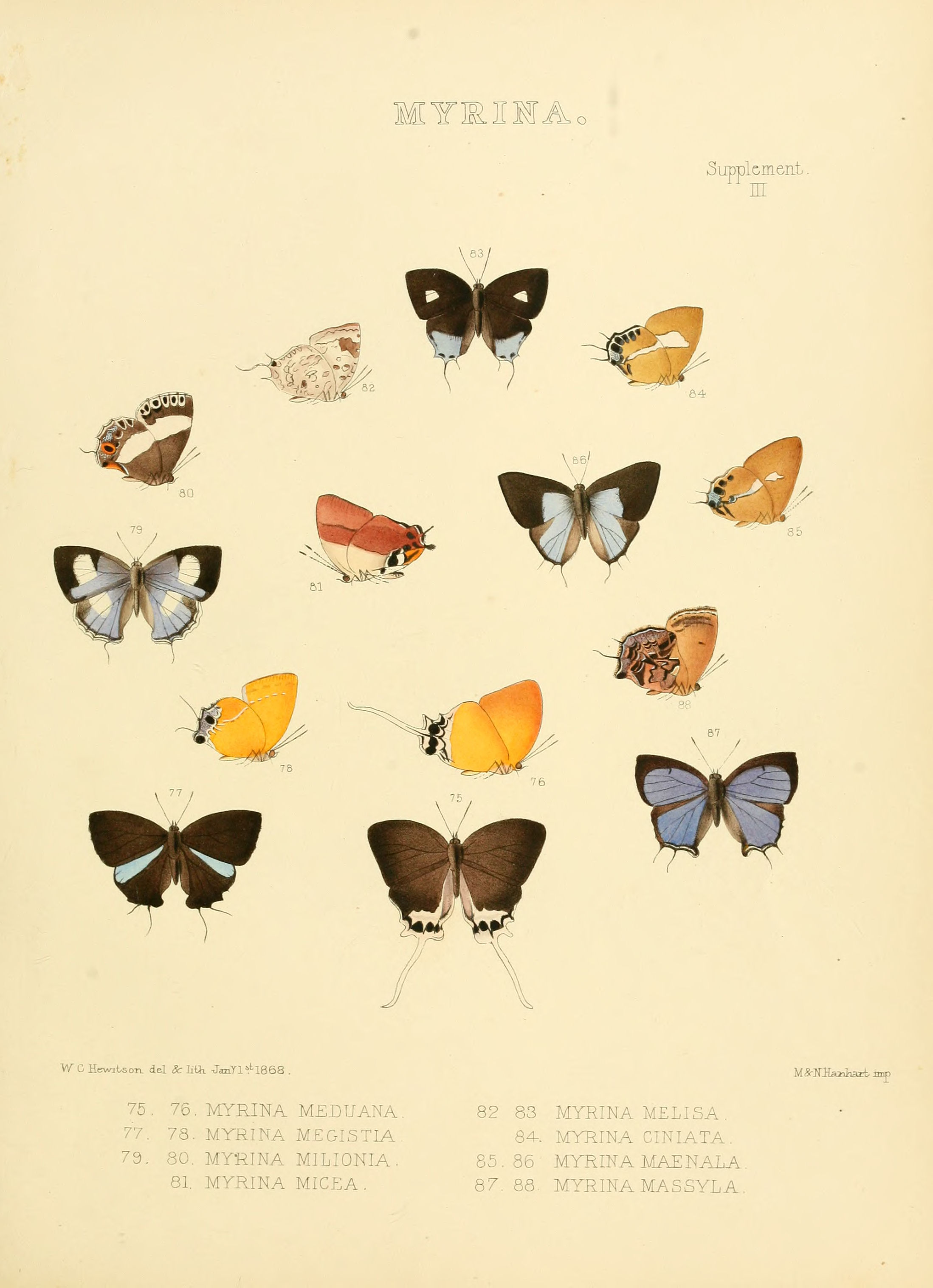